# Исаия (Балошескул)
Епи́скоп Иса́ия (в миру Иван Балошескул или Йоан Бэлошеску рум. Ioan Băloșescu; 5 января 1765 — 14 сентября 1834) — епископ Карловацкой митрополии, епископ Черновицкий и Буковинский.

## Биография
Родился 5 января 1765 года в посёлке Путна (ныне жудец Сучава, Румыния) в семье священника Георгия Балашескула и Анастасии Герле.
Среднее образование получил в школе при Путнянском монастыре. Там же в 1778 году был пострижен в монашество с именем Исаия. В 1789 году был переведён протодиаконом в епископскую консисторию, где прослужил до 1792 года. В 1793—1795 годы был игуменом в Драгомирнском и Путнянском монастырях.
В 1795 году вернулся в Черновцы как референт епископа Буковинского и Черновицкого. В этом статусе находился до 1807 года. После этого был возведен в главный викарий Черновицко-Буковинской епархии.
С 1808 года — архимандрит Путнянского монастыря, а впоследствии архимандрит всей епархии.
После смерти Даниила (Влаховича) кандидатура архимандрита Исаии (Балошескула) была предложена в качестве его преемника. Правда окончательное решение несколько затянулось. Только 17 июля 1823 года специальным цесарским патентом архимандрит Исаия был именован как епископ Черновицкий и Буковинский. 7 декабря 1823 года в Николаевском кафедральном соборе Карловацкой митрополии состоялась епископская хиротония.
Много внимания владыка Исаия уделял церковному образованию. Он завершил дело своего предшественника, и доразвил Черновицкую низшую клирикальную школу до уровня Богословского института (нем. Teologisher Lehranstalt). При Институте создал духовную семинарию на 25 слушателей с содержанием за счёт Буковинского религиозного фонда. Обучение осуществлялось на латыни, греческом и немецком.
Скончался 14 сентября 1834 года в Черновцах. Похоронен в церкви Путнянского монастыря в южной части алтаря.